# كاكا (قنبد قابوس)
كاكا (بالفارسية: کاکا) هي قرية تقع في غلستان في إيران. يقدر عدد سكانها بـ 1,733 نسمة .